# 澤野ヒロム
澤野 ヒロム（さわの ひろむ）(1991年--月--日〜)は、日本の消防士・AV男優。
別名義としてマッスル澤野（マッスルさわの）や澤野 宏武（さわの ひろむ）。愛称は前職に因んだファイヤーマン。

## 特徴
ゴリゴリの体育会系であり、カラミがパワフルだとされるが、礼儀や挨拶など人間性も評価されている。AV男優としては両刀使いであり、ゲイビデオメーカーのG@MESモデルだったこともある。
好きな体位は松葉崩しであり、陰茎が女性の膣の奥まで入るし、射精感の高まりを抑えられることを理由に挙げている。性感帯は乳首であることから、乳首を舐められながらの騎乗位は気持ちよすぎて困るという。尊敬するAV男優としては貞松大輔、森林原人、黒田悠斗などを挙げている。

## 消防士時代
元々は真岡消防署芳賀分署に勤務する消防副士長であり、ボディビルを趣味としていた。
24歳だった2016年（平成28年）4月頃、副業としてアダルトビデオ（AV）に初出演し、ロリ系女優として人気のある麻里梨夏（成海うるみ）の膣に陰茎を挿入した。2017年（平成29年）8月までに50～60回ほどAVに出演し、射精報酬として1回1万～3万円で計約90万円を得ていた。

## AV出演の発覚
| 粘膜を触れ合わせた三上悠亜 |  | 憧れの女優だった波多野結衣 |
| 粘膜を触れ合わせた三上悠亜 |  | 憧れの女優だった波多野結衣 |

2017年（平成29年）9月4日、AV好きの同僚が澤野の出演作を見つけ、問い詰めてAV出演を認めた。9月21日、芳賀地区広域行政事務組合消防本部から停職6か月の懲戒処分を受け、同日付で依願退職した。消防本部は「日本の消防業務全体への信用を失墜させる行為。消防士のホースが暴れん坊であってはならない」などと説明している。
なお、2016年（平成28年）8月頃から職員の間では「体つきやしぐさが似ている」として噂になっていたという。澤野はAVに出演した動機について、ローンの返済が苦しかったためと説明している。澤野の懲戒処分については『産経新聞』や『千葉日報』などが新聞記事にしたほか、TBS系情報番組Nスタなどで報じられた。

## 専業AV男優
消防士を退職後には2か月ほどAV男優の仕事を休んだが、2018年（平成30年）の年初には男優を専業でやっていく覚悟ができたという。復帰直後には三上悠亜とも絡み合っているが、三上の最奥部は過去の悩みや葛藤が全部吹っ飛ぶぐらいの快感だったという。
2019年（平成31年）2月までの3年弱で800人以上の女優と絡んだが、AV男優になる前から "AV界のリン・チーリン" こと波多野結衣のファンであり、憧れの波多野の穴に挿入するときには気持ちの高ぶりから心の中で「ウォォォー!」と叫んだという。
2023年（令和5年）1月にはしみけんのYouTubeチャンネルで「今一番忙しいAV男優」として紹介され、月に最大で70本程度の作品に出演していることを明かした。
前職にちなむ体力と、1日4現場こなせる勃起力を持つ。企画作品からドラマ作品もこなせる当て込みやすさから出演オファーが増え、新人女優の初絡みに多く任されるようになったという。